# 寶拉·基爾文頓
寶拉·基爾文頓（Paula Kilvington，1957年—），是一名英格蘭女子羽球運動員。
寶拉·基爾文頓在1975年歐洲青少年羽球錦標賽中獲得女子單打冠軍和女子雙打冠軍。 1977年，她贏得威爾斯羽球國際賽女子單打冠軍。1978年，她與芭芭拉·蘇頓一起贏得葡萄牙羽球國際賽女子雙打冠軍。1980年，她贏得蘇格蘭羽球公開賽女子單打、女子雙打冠軍（後者搭檔凱倫·布里吉）。1981年，她與吉莉安·吉爾克斯一起獲得全英羽球公開錦標賽亞軍。